# Крутец (Тамалинский район)
Крутец — деревня Вишнёвского сельсовета Тамалинского района Пензенской области. На 1 января 2004 года — 7 хозяйств, 20 жителей.

## Происхождение названия
Название деревни связывают с местностью, где она основана, у оврага Крутец. Топоним Крутец обозначает крутизну на местности.

## География
Деревня расположена в 14 км к северо-востоку от районного центра пгт. Тамала, расстояние до административного центра сельсовета села Вишнёвое — 6 км.

## История
По исследованиям историка — краеведа Полубоярова М. С., деревня основана в середине XIX века в составе Голяевской волости Сердобского уезда Саратовской губернии. В 1939 году входила в состав Рящинского сельсовета Пензенской области, затем передана в Вишнёвский сельский совет.

## Численность населения
| год                | 1859 | 1911 | 1939 | 1959 | 1979 | 1989 | 1996 | 2004 |
| ------------------ | ---- | ---- | ---- | ---- | ---- | ---- | ---- | ---- |
| количество жителей | 125  | 248  | 193  | 97   | 65   | 35   | 45   | 20   |

## Улицы
- Прудная.